# Duruhan, Aydıncık
Duruhan là một xã thuộc huyện Aydıncık, tỉnh Mersin, Thổ Nhĩ Kỳ. Dân số thời điểm năm 2011 là 388 người.